# Padre Himalaia
Manuel António Gomes (Santiago de Cendufe, Arcos de Valdevez, 9 de dezembro de 1868 – Viana do Castelo, 21 de dezembro de 1933), mais conhecido como Padre Himalaia, foi um sacerdote católico, cientista e inventor, pioneiro do aproveitamento da energia solar e introdutor em Portugal do interesse pelas energias renováveis. Foi vegetariano e defensor da naturopatia, em particular da fitoterapia e da hidroterapia.

## Biografia
Manuel António Gomes nasceu em Cendufe, concelho de Arcos de Valdevez, um dos sete filhos de uma família de lavradores pobres do Minho. Terminou em 1880, com 11 anos de idade, os estudos elementares na escola primária do Souto, uma aldeia próxima da sua terra natal onde ao tempo vivia com os avós. Depois de uma interrupção nos estudos, período durante o qual trabalhou na lavoura familiar, ingressou em 1882, com 15 anos de idade, no Seminário de Braga, ficando integrado no Colégio do Espírito Santo, um instituto criado para acolher estudantes pobres. Tal como o seu irmão Gaspar, que também seria sacerdote, a família tinha-o destinado à vida clerical, ao tempo o destino dos jovens rurais que no ensino primário se revelavam bons alunos, mas cujas famílias não podiam suportar os custos do ensino liceal e superior.
As suas origens rurais, com forte ligação à agricultura e às crenças e tradições populares minhotas, influenciaram de forma marcada o seu pensamento: manteve ao longo de toda a sua vida um grande interesse pelas culturas agrícolas, em especial nas questões relativas à fertilização dos solos e da produção de adubos e da escolha de plantas e cultivares a empregar em função do solo e do clima. Outra vertente que o influenciaria profundamente foi o pendor para o curandeirismo e para a medicina popular, matéria a que dedicaria grande atenção. A estes interesses associava uma apaixonada curiosidade pelas ciências naturais, pelo contacto com a terra e pela observação empírica dos fenómenos.
A sua elevada estatura levou a que os colegas de seminário lhe dessem a alcunha de Himalaia, que adoptou informalmente, passando a utilizá-la como se fora parte do seu nome. Por essa razão, Manuel António Gomes passaria à posteridade como o «Padre Himalaia», ou «Padre Himalaya» na grafia da época.
Durante os seus estudos no Seminário de Braga, aprofundou o gosto pelo acompanhamento do progresso tecnológico, a que associava uma paixão pelo experimentalismo e pela inovação técnica, nomeadamente nos campos da agricultura e das ciências físicas. Recorrendo à biblioteca do Seminário, que por iniciativa do arcebispo João Crisóstomo de Amorim Pessoa tinha recebido cerca de 7000 volumes, dedicou-se à leitura das obras disponíveis sobre as ciências naturais, aprofundando os seus conhecimentos muito para além dos ensinamentos ministrados aos seminaristas. A sua irrequietude, pensamento irreverente e ideias filosóficas próprias, a que associava a ocasional oposição ao discurso dogmático dos professores, não fizeram dele um seminarista modelar, mas ainda assim, feitas em 1886 as regulamentares inquirições à sua idoneidade pessoal e familiar, completou o seminário preparatório a 21 de Junho de 1887 e iniciou no ano letivo seguinte o curso teológico conducente à ordenação sacerdotal.
Ainda aluno do Seminário de Braga, sabendo da associação que os pastores faziam entre a abundância de trovoadas no ano e a fertilidade do solo na primavera seguinte, relacionou esse aumento da fertilidade com a fixação de azoto atmosférico por efeito dos raios, o que julgou poder reproduzir utilizando a energia solar concentrada por espelhos ou lentes.
Com aquele intento, a partir de 1889 iniciou a sua busca de um método que permitisse aumentar naturalmente a fertilidade dos solos através da captação do azoto atmosférico. Para tal procurou desenvolver um aparelho capaz de transformar o azoto livre em «azotatos de amoníaco», ou seja em sais azotados derivados da amónia. A questão da síntese do amoníaco era ao tempo uma das mais promissoras áreas de investigação química, despertando enorme interesse pelas suas implicações na agricultura e na produção de explosivos. Nesse contexto, o interesse de Manuel António Gomes por esta temática coloca-o numa das áreas de ponta da investigação em engenharia química do seu tempo, associando-o a um percurso que teria o seu desfecho em 1910 com a concessão da patente da síntese de Haber-Bosch. Por outro lado, o seu interesse na separação dos componentes do ar atmosférico como forma de extrair o azoto também se interliga com a investigação de ponta daquela época, em particular com os trabalhos do professor alemão Carl von Linde, que a partir de 1895 começou a desenvolver o processo de liquefazer o ar por arrefecimento em contracorrente que está na base do ciclo Hampson-Linde.
Consciente da importância dos compostos azotados na fertilização, e conhecedor das dificuldades práticas que impediam a síntese de compostos azotados a partir do azoto molecular abundante na atmosfera, Manuel António Gomes optou por tentar utilizar a energia solar, concentrada com recurso a um aparelho óptico adequado, como forma de conseguir criar as condições de muito elevada temperatura que se verificam em torno dos raios das descargas eléctricas das trovoadas, a fonte que conhecia de compostos azotados utilizáveis pelas plantas. A ideia de utilizar a energia solar provavelmente resultou da leitura de um artigo publicado pelo periódico A Província, de Janeiro de 1888, em que eram descritas as experiências realizadas por Augustin Mouchot, o inventor que criara um forno solar onde um cadinho era aquecido a muito elevadas temperaturas. Foi a partir dessa busca por uma solução para o problema da fertilidade dos solos que iniciou a sua investigação em torno da criação de uma máquina solar, a que daria mais tarde o nome de pirelióforo (na grafia coeva pyrheliophoro, do grego: pyros, "fogo" + helios, "sol" + pheros, "que traz"), interesse que ocuparia a maior parte da sua vida.
Entretanto, em 2 de Junho de 1890 terminou o seu curso teológico, e no outono desse ano começou a leccionar no Colégio da Formiga, em Ermesinde, onde trabalhou durante todo aquele ano letivo, iniciando ali a fase prática das suas investigações solares. A 26 de Julho de 1891 foi ordenado presbítero, iniciando funções sacerdotais. Entretanto amadurecera a ideia da extração de compostos azotados do ar e assumiu o propósito de desencadear o ciclo completo da extracção do azoto da atmosfera, usando o calor do Sol para benefício das colheitas.
No ano seguinte decidiu matricular-se no curso de Matemática da Universidade de Coimbra, razão pela qual procurou emprego em Coimbra. Foi nomeado em 1891 capelão no Colégio dos Órfãos, sendo pouco depois nomeado vice-reitor da instituição. Contudo, em 1892 demitiu-se solidariamente com o reitor, que fora acusado de violência nos castigos aplicados a alguns órfãos. Gorado o intento de encontrar ocupação em Coimbra, e abandonada a ideia de frequentar a Universidade, mudou-se para Vila Real e depois para Fânzeres, onde recebeu o apoio de Manuel de Clamouse Brown van Zeller e de sua esposa Camila de Araújo Rangel, então residentes na Quinta de Montezelo, que o contratam como preceptor dos seus filhos.
Nos cinco anos seguintes, entre 1892 e 1897, mantém uma ligação intermitente com a família Araújo Rangel, de Fânzeres, para quem nominalmente trabalha, mas dedica-se aos seus estudos sobre a energia solar e inicia as suas viagens de estudo. Terá visitado a África, onde contraiu malária, e realizado viagens pela Europa. Sabe-se que esteve nas termas de Bad Wörishofen, na Alemanha, onde conheceu Sebastian Kneipp, o diretor da estação hidrotermal, também sacerdote e adepto da hidroterapia (na qual desenvolveu a Terapia Kneipp ainda em uso) e da fitoterapia. Deste encontro resultou um acrescido interesse do Padre Himalaia pelas terapias populares baseadas em plantas medicinais e o estabelecimento de contactos com os principais investigadores e defensores do naturismo. Também datará desta época a opção pela alimentação vegetariana e por um estilo de vida que procurava manter a saúde através de preceitos dietéticos e de exercício físico.
Também neste período, especialmente a partir de 1893, iniciou um conjunto de excursões pelo centro e sul de Portugal visando a recolha de espécimes da flora, em particular de plantas consideradas medicinais ou com usos agronómicos tradicionais. Nestas viagens de herborização colaborou com o Júlio Henriques, então diretor do Jardim Botânico de Coimbra e principal autoridade em matéria de botânica e flora em Portugal. Colaborou com este cientista na organização da tradução do manual de Ferdinand von Mueller sobre as plantas úteis para cultura em regiões extratropicais (que apareceu em 1905 com o título de Dicionário de Plantas Úteis) e na formação de um conjunto de colaboradores espalhados pelo território português no intuito de organizar a pesquisa da flora portuguesa, nomeadamente a sistematização das plantas medicinais. Também anotou uma reimpressão da 3.ª edição em língua portuguesa da obra de Sebastian Kneipp intitulada Tratamento pela Água, que fora traduzida por Alves de Araújo, professor do Liceu de Braga. Esta ligação a Sebastian Kneipp fez do Padre Himalaia um dos mais reputados defensores do kneippismo em Portugal e das suas concepções terapêuticas inspiradas no naturismo, em particular na defesa da hidroterapia e da fitoterapia associadas a opções dietéticas de base vegetariana.
Neste período também colaborou com o periódico A Palavra, publicando artigos de opinião em defesa da doutrina social da Igreja, como exposta pelo papa Leão XIII, numa das poucas facetas da sua vida pública em que mantém ligação ao sacerdócio e à ação pastoral da Igreja Católica.
No ano de 1898 conseguiu o lugar de docente no Colégio da Visitação, na cidade do Porto. Para além das suas funções como educador, continuou os seus estudos das ciências naturais, em particular da botânica médica. Como aplicação prática, prepara elixires, pomadas e tisanas que distribuía pelos familiares e amigos e que fornecia aos doentes menos abonados. Também participou nos trabalhos de ampliação das instalações do Colégio, durante as quais resolveu explorar as técnicas da radiestesia, conseguindo descobrir água no reduto da instituição. Terá sido o autor do projeto de uma parte da estrutura metálica da ala norte do novo edifício anexo ao Colégio e da estrutura da capela.
A sua participação na obra de ampliação do Colégio e a consequente necessidade de estudar estruturas metálicas poderão estar na origem da sua ligação à Fábrica de Louça de Massarelos e a unidades industriais do ramo das construções metálicas existentes na região do Porto, ao tempo detentoras de tecnologia avançada no domínio da metalomecânica, dos fornos e da fundição, técnicas que depois utilizaria na construção do seu pirelióforo.
Apesar de ter sido sócio fundador do Círculo Católico Operário do Porto, afastou-se progressivamente as questões religiosas e sócio-políticas e centrou-se no objetivo de instaurar uma alternativa tecnológica nova, baseada na organização territorial e social, assente em energias renováveis. Neste âmbito, o desenvolvimento e a aplicação prática das suas ideias sobre o aproveitamento da energia solar vão progressivamente assumindo maior importância na sua ação. Enquanto no Porto, frequentou o curso livre de Química do professor Ferreira da Silva, com o qual estabeleceu amizade.
Em 1898, levando uma recomendação de Ferreira da Silva, que tinha amigos em França, e o encorajamento do arcebispo de Braga D. António José de Freitas Honorato, partiu para Paris com o objetivo de ali prosseguir estudos na área da Medicina e reunir os meios que lhe permitissem construir o pirelióforo. Para a deslocação contou com o patrocínio da capitalista Emília Josefina dos Santos, ex-aluna da Sorbonne, uma das muitas mecenas que o apoiariam ao longo dos anos.
Chegou à capital francesa no período em que decorriam as obras preparatórias da Exposição Universal de 1900, entre as quais a construção da Torre Eiffel. A cidade era então um dos principais centros de desenvolvimento tecnológico da Europa, pelo que o Padre Himalaia, com as recomendações que levava, pôde rapidamente entrar em contacto com alguns dos principais cientistas do tempo. Frequentou as aulas e conferências de professores de renome, entre os quais o químico Marcellin Berthelot, pioneiro da termoquímica e historiador da alquimia e da química vegetal. Também frequentou na Universidade de Paris as aulas de Henri Moissan, inventor de um forno eléctrico de altas temperaturas e futuro recipiente do Prémio Nobel, e de Jules Violle, pioneiro da fotometria e estudioso da radiação solar. No Institut catholique de Paris assistiu às conferências de Édouard Branly, inventor do coesor e especialista no campo das faíscas eléctricas.
Contudo, um dos seus mais importantes apoios em Paris surgiu na pessoa do engenheiro Jacques Ainé, professor no Conservatório Nacional das Artes e Ofícios (Conservatoire national des arts et métiers), que o ajudou na formalização das patentes, permitindo que o registo fosse realizado através do seu gabinete. Mantendo-se coerente com a sua ideia inicial, neste período a grande motivação do Padre Himalaia para as inovações no campo da energia solar era a oxidação do azoto atmosférico, visando a produção de fertilizantes para a agricultura.
Reunidas as condições técnicas para a experiência, em 1900, começam os trabalhos com protótipos de fornos solares desenhados pelo Padre Himalaia. Dado o interesse estratégico potencial do invento, que poderia ser utilizado para produzir material azotado usado como matéria-prima no fabrico de explosivos, foi selecionado um local relativamente recôndito e ensolarado para a montagem do protótipo.
O primeiro forno solar foi construído na primavera de 1900 em Neuilly-sur-Seine, localidade onde decorreram as primeiras experiências de focagem dos raios solares. Procurando um local com maior insolação atmosférica, no verão de 1900 o forno solar foi montado nas proximidades de Sorède, uma aldeia de montanha do Maciço de Argelès, nos Pirenéus Orientais, a partir de peças mandadas construir em Paris. O local selecionado foi uma colina situada junto às ruínas da ermida do Castel d'Ultrera (Château d'Ultrera), a cerca de 5km da aldeia. O pyrheliophoro foi montado sobre carris circulares de forma a permitir a sua orientação em direção ao Sol e o seguimento do seu movimento diurno. Dado o interesse estratégico da experiência, os testes foram acompanhados por Étienne Bazeries, oficial que se tinha notabilizado no campo da criptografia.
O modelo de pirelióforo utilizado em Castel d'Ultrera consistia numa lente de Fresnel, com 7m de diâmetro, que formava uma campânula metálica em forma de calote esférica, suspensa na estrutura por dois eixos ortogonais, os quais permitiam a orientação vertical e horizontal da estrutura em função da posição do Sol. Na estrutura, a lente metálica era uma lente de Fresnel constituída por um conjunto de anéis metálicos concêntricos recobertos lateralmente por pequenos espelhos que desviavam a luz solar, por reflexão, por forma a que esta incidisse na boca de um pequeno forno refratário localizado no ponto focal da estrutura. Os ensaios realizados permitiram atingir temperaturas superiores a 1500 °C, suficientes para fundir o ferro, num processo que o Padre Himalaia considerava como o primeiro passo na obtenção de fertilizantes nitrosos.
Apesar do protótipo não ter atingido as temperaturas pretendidas, ainda assim os resultados foram animadores, o que permitiu manter o interesse dos investidores. Apoiado nos primeiros resultados, na primavera de 1901 o Padre Himalaia encontrou-se em Londres com a Condessa de Penha Longa, viúva do banqueiro Sebastião Pinto Leite, com quem contratou a formação de uma sociedade destinada a explorar o uso do calor do sol nas artes metalúrgicas e químicas e em todos os ramos da indústria. No contrato, o Padre Himalaia cedia à sociedade a sua invenção e as patentes que já obtivera na França, Espanha e Bélgica e comprometia-se a realizar os aperfeiçoamentos necessários. A condessa forneceria o capital necessário para a construção dos dois primeiros aparelhos de demonstração, para o registo de futuras patentes e para a mensalidade a pagar pelo trabalho do Padre Himalaia.
Regressado a França, executou um protótipo-miniatura experimental, mas em Setembro daquele ano de 1901 partiu para Lisboa, onde ficou instalado no palacete da Condessa de Penha Longa, junto à Lapa. Dedicou-se então a reformular e simplificar os projetos de construção do pirelióforo de forma a que o aparelho pudesse ser construído em Portugal a custo reduzido, optando pelo abandono do sistema de lente de Fresnel em favor de um refletor parabólico, de construção e operação mais simples. Concluído esse trabalho, apesar de manifestar o seu cepticismo quanto à possibilidade de manufaturar em Portugal os refletores com a precisão e qualidade necessárias, ainda assim abalançou-se a construir um aparelho de demonstração na Tapada da Ajuda. Depois de alguns testes preliminares, em Abril de 1902 realizou uma demonstração pública, com a presença do rei D. Carlos I de Portugal. Como temia, a experiência foi um rotundo fracasso, com o pyrheliophoro, mal focado, a derreter o seu próprio suporte em vez de incidir sobre o cadinho.
O desaire da Tapada da Ajuda, de que resultou um relatório negativo do engenheiro António Teixeira Júdice a quem fora encomendada uma inspeção ao aparelho, levaram a que o Padre Himalaia passasse a ser visto como um visionário incapaz de produzir resultados palpáveis. Em consequência, as relações com a condessa da Penha Longa, a principal financiadora da sua investigação, deterioram-se ao ponto da relação contratual ser reformulada e do entusiasmo no projeto se tornar praticamente nulo.
Apesar dessas dificuldades, conseguiu os financiamentos necessários para construir em Inglaterra um novo protótipo de forno solar. O novo modelo mantinha a opção por um espelho parabólico compósito para focar a radiação solar sobre o cadinho em detrimento do recurso a uma lente de Fresnel. O recurso a um refletor parabólico constituído por um segmento de um paraboloide de revolução antecipou as modernas antenas parabólicas, uma solução vanguardista para a época.
O objetivo do novo pirelióforo era a exibição do aparelho na Exposição Universal de Saint Louis, oficialmente a Louisiana Purchase Exposition, a realizar em 1904 em St. Louis (Missouri), onde deveria integrar o pavilhão de Portugal. Apesar do aparelho ter ficado pronto a tempo de ser expedido para os Estados Unidos e ser montado antes da abertura do certame, a descrença dos responsáveis pela representação portuguesa era tal que o pirelióforo nem foi listado no catálogo oficial da feira.
O aparelho era imponente: o grande refletor paraboloide tinha 13 m de altura, uma distância focal média de 10  e uma área refletora de 80 m², revestida por 6 117 espelhos cuidadosamente montados sobre a estrutura metálica. Cada espelho media 123 mm x 98 mm e era construído por vidro plano dorsalmente recoberto por uma película de prata.
A estrutura óptica estava instalada sobre uma montagem equatorial que lhe permitia rodar sobre um eixo paralelo ao eixo de rotação da Terra. Um mecanismo de relojoaria mantinha o espelho apontado para o Sol, seguindo automaticamente e com grande precisão o seu movimento aparente. A radiação solar refletida era concentrada num círculo com 15 cm de diâmetro centrado no foco do paraboloide, o que corresponde a um fator geométrico de concentração de aproximadamente 4500 vezes.
Dada a espetacularidade das suas dimensões, mesmo sofrendo a competição dos 500 pavilhões existentes, o aparelho rapidamente se tornou numa das grandes atracções da feira mundial, visitado por centenas de milhar de pessoas. Para demonstrar a eficácia do aparelho, o Padre Himalaia, que chegara a Saint Louis em princípios de Abril de 1904, a partir de Outubro, altura em que a máquina ficou operacional, realizou múltiplas experiências, tendo conseguido aquecer com energia solar um cadinho até aos 3 800 °C, um recorde poucas vezes ultrapassado. Até àquela data, com os conhecimentos disponíveis sobre aplicações solares, apenas o pirelióforo terá atingido aquela marca.
O resultado foi um inesperado grande prémio, o Grand Prize of the Louisiana Purchase Exposition, acompanhado por duas medalhas de ouro e uma de prata, com um diploma assinado pelo presidente Theodore Roosevelt. Seguiu-se a fama mundial através de artigos publicados nos principais jornais e revistas. O circunspecto The New York Times incluiu na sua edição de 6 de Novembro de 1904 o título Pirelióforo, maravilha da Feira de St. Louis. A revista Scientific American publicou um artigo do seu correspondente em Saint Louis, intitulado "A Solar Reducing Furnace", que credibilizou o invento e o inventor junto da comunidade técnico-científica. Aos 36 anos de idade, o Padre Himalaia tornou-se uma celebridade, convidado para palestras e entrevistas e para uma visita de estudo a diversas instituições norte-americanas.
Entre os convites que aceitou conta-se uma visita ao laboratório de geofísica do Carnegie Institution for Science, em Washington, D.C., sob o auspícios do Dr. Robert Simpson Woodward, o diretor da instituição. Naquela cidade participou em palestras e visitou as principais instituições científicas e universidades. Entretanto, após a desmontagem da feira, sem fundos para desmontar e armazenar o equipamento, os espelhos e o mecanismo de relojoaria do pirelióforo foram roubados, perdendo-se o protótipo.
O pyrheliphoro montado em Saint Louis não tinha o dispositivo para a transformação do azoto em azotados, nem o reservatório e forno destilatório previstos nos planos efetuados em França. Não se sabe se esta falta se devera à incerteza quanto ao resultado da experiência ou fosse o resultado da falta de fundos. Em resultado, apesar do êxito obtido na feira, nunca chegou a ser demonstrada a capacidade produtiva e o potencial comercial do aparelho do Padre Himalaia. Entretanto, recorrendo a um forno de arco eléctrico, em 1905 foi demonstrada a viabilidade da produção industrial de azotados através de descargas eléctricas, um método de síntese que ficou conhecido por processo Birkeland–Eyde em homenagem a Kristian Birkeland e Sam Eyde, os cientistas que desenvolveram a técnica.
Terminada a feira, resolveu permanecer nos Estados Unidos na esperança de conseguir interessar investidores na sua máquina. Com o passar do tempo, não conseguindo interessar financiadores para a produção do seu forno solar, recorreu aos seus conhecimentos de naturopatia e dedicou-se ao fabrico de organic salts, pastilhas à base de cinza e sumo de limão, e de elixires para a calvície. Neste período conhece Adele Marion Fielde, uma antiga missionária batista que se tornara sufragista e defensora dos direitos cívicos das mulheres. Através dela tenta interessar na sua investigação solar a Carnegie Institution for Science, que em 1904 criara um observatório solar no Mount Wilson, Califórnia, mas apenas conseguiu um pedido para que escrevesse um livro sobre as suas investigações sobre energias renováveis. A obra, intitulado The forces of Nature, foi encontrada incompleta no seu espólio.
Depois de propor, sem encontrar financiador, a construção de uma fotopilha, um precursor dos atuais equipamentos fotovoltaicos, que transformaria de forma direta a luz solar em eletricidade, passou a interessar-se por explosivos, dada a apetência do mercado por aqueles produtos. Recorrendo aos seus conhecimentos sobre os compostos azotados, desenvolveu uma pólvora sem fumo, a que deu o nome de himalaíte (ao tempo grafado himalayite). Era uma pólvora cloratada, muito estável ao choque e ao calor, de fácil obtenção e baixo custo, patenteada em Maio de 1907 e testada em pedreiras e em vários arsenais do exército norte-americano.
Continuando a não ter sucesso nos Estados Unidos, regressou a Portugal em Setembro de 1906, sendo então publicados na imprensa portuguesa alguns artigos sobre os seus trabalhos. A empresa da condessa de Penha Longa, a Pinto Leite & Brothers, interessou-se pela himalaíte, e o rei D. Carlos e o Ministro da Guerra, general Vasconcelos Porto, assistem a ensaios do poder explosivo do produto. Testes realizados na Escola Prática de Artilharia, em Vendas Novas, permitem comparar a himalaíte com a schneiderite, considerando-a interessante para a utilização em minas e granadas.
Nesse ano e no seguinte registou várias patentes de explosivos. Apesar desta nova faceta da sua investigação, mantinha o interesse pelas questões agrárias, postulando que a utilização do seu explosivo poderia ter um papel reativador do húmus profundo.
Em 1908 o Padre Himalaia foi feito sócio da novel Academia das Ciências de Portugal, apresentando uma comunicação à instituição, então sob a presidência de Teófilo Braga, em que defendia um plano de aproveitamento das energias renováveis para Portugal, com a construção de açudes, represas e albufeiras para irrigação e hidroeletricidade, apontava o lugar para a construção de grandes centrais hidroelétricas, o uso futuro da energia das marés e da energia eólica e o aproveitamento da energia geotérmica dos geysers. Também incluía nas suas preocupações o ordenamento do território e a florestação dos incultos.
A partir desta época inicia uma fase de alguma estabilidade na sua vida quando, com o apoio financeiro da condessa de Penha Longa e de outros investidores, constituiu a Companhia Himalayite, a qual construiu uma fábrica de explosivos na Quinta da Caldeira, na Telha, Barreiro, onde passa a residir no edifício situado em frente ao moinho de maré do Seixal. Passa então a contar com a presença em sua casa de Rosa Cerqueira, uma rapariga de Cendufe, com as funções de governanta, mas que para evitar suspeições era apresentada como sobrinha do padre. Algum tempo depois adquiriu o palacete setecentista dos Condes da Lousã, na Damaia, onde passou a residir.
Visitou várias localidades numa campanha de promoção dos seus explosivos para uso em pedreiras, demolições e para fins agrícolas e silvícolas, sendo numa das viagens acompanhado por Adelaide Heaton, mãe de um importante homem de negócios norte-americano. Contudo, o funcionamento da Companhia Himalayite não era pacífico, surgindo suspeições que levaram a um arrastado processo judicial. O potencial económico da himalaíte nunca chegou a ser totalmente realizado e a empresa entrou em lento declínio.
Apesar da sua principal ocupação ser a fábrica de explosivos, manteve intensa presença pública, participando em múltiplos debates e propondo ideias que ao tempo eram revolucionárias. No âmbito da Academia das Ciências de Portugal, apresentou comunicações sobre matérias muito diversificadas, desde a agricultura, a economia e a política energética até a questões de sismologia e construção antissísmica (a propósito dos sismos de Messina e Benavente de 1908 e 1909, respectivamente) e à reestruturação do Porto de Lisboa. Em 1913, quando Portugal estava assolado por uma longa estiagem, propôs o uso de canhões para provocar a chuva, num método que consistiria em assentar no chão um polígono com um canhão em cada vértice. Os tiros deveriam ser simultâneos e verticais, determinando o esmagamento dos vapores contidos nesse prisma. Numa comunicação apresentada à Academia das Ciências de Portugal em 15 de Abril de 1913, volta a propor a utilização da energia das marés como fonte de energia para abastecer Lisboa.
Entre os seus diversificados interesses conta-se a pesquisa de minérios, tendo prospectado para encontrar carvão e manganês a região de Rio Maior, acompanhado pelo geólogo Paul Choffat. Também se dedicou ao fabrico de fertilizantes, assumindo as funções de diretor técnico da Empresa de Adubos Nacionais, Lda., uma fábrica de adubos químicos instalada em Rio Maior. Neste último campo também registou a patente, em colaboração com Castro Neves e Albino Aires de Carvalho, do fabrico de "adubos completos dotados de ação catalítica" derivados do aproveitamento de esgotos. Também desenvolve e patenteia um "motor direto" capaz de funcionar com gás pobre, uma forma de biogás.
Durante a Primeira Guerra Mundial fez parte de uma comissão destinada a estudar inventos que pudessem ajudar no esforço de guerra e foi membro da comissão hidrológica criada pela Câmara Municipal de Lisboa para estudar novas origens de água para a capital portuguesa e potenciais fontes de energia hídrica.
A 6 de Junho de 1920 partiu para os Estados Unidos, com o objetivo de estudar irrigação e barragens hidroelétricas e de promover o uso do seu "motor direto". Apenas regressou em 1922, depois de ter assistido a aulas sobre agricultura e nutrição no Tuskegee Institute e estudado sob a égide de George Washington Carver. Também aproveitou a sua estadia para registar algumas patentes. Em Washington D.C. colaborou com José Francisco da Franca de Horta Teles Machado, o 2.º visconde de Alte, então embaixador português naquela capital, nas negociações para a renovação do armamento do Exército Português.
Após o seu regresso dos Estados Unidos afasta-se da vida pública e dedica-se à naturopatia e à tentativa de organização de uma escola ligada à Ordem Terceira Franciscana. Formou grupos de jovens, seus ajudantes nas tarefas agrícolas e laboratoriais na sua quinta da Damaia. Terá feito uma viagem pelo Extremo Oriente.
Em 1925 vendeu a sua propriedade na Damaia e registou a sua última patente, em colaboração com José Epifânio Carvalho de Almeida, visando a transformação de crustáceos em alimentos completos para animais domésticos e humanos.
Endividado pela filantropia e pelas viagens, em finais de 1927 partiu para Buenos Aires, a convite da viúva do cônsul da Argentina em Lisboa. O objetivo seria efetuar uma prospecção e demarcação de recursos nas propriedades da família Sagastume, na província de S. Juan, de que a viúva seria a herdeira. Na Argentina dedica-se ao estudo da flora local, mas as suas relações com os Sagastume são conturbadas, com acusações de apropriação indevida de bens entre membros da família. Acabará por ser nomeado diretor de um orfanato em Jauregui, onde adoeceu.
Doente e sem meios financeiros, regressou a Portugal em finais de 1932, fixando-se no Minho, onde conta com o apoio do seu irmão Gaspar, também sacerdote. Acabará por aceitar o lugar de capelão do Asilo de Velhos e Entrevados da Caridade, em Viana do Castelo, cargo que exercia quando faleceu em Viana do Castelo, a 21 de Dezembro de 1933, com 65 anos de idade. A fama já tinha passado e a sua morte foi apenas vagamente narrada na imprensa da época. Foi sepultado no cemitério de Cendufe, a sua terra natal.
Ao longo dos anos apresentou numerosas comunicações, publicou numerosos escritos e desenvolveu uma filosofia ecológica, precursora de algum do ideário do atual ambientalismo, que perpassava muitas das suas intervenções na Academia das Ciências. Continuou também a cultivar o seu interesse pelas medicinas naturais pela fitoterapia. Também nas questões dietéticas se encontra nas opiniões do Padre Himalaia uma surpreendente atualidade: ao discutir o tema Alguns Problemas de Economia e Saúde Pública, afirmava que os defeitos da nossa alimentação e causa do estiolamento da raça eram os produtos de origem animal, os venenos ingeridos como alimento ou estimulante, das bebidas alcoólicas ao abuso de medicamentos. Fazia campanha a favor do pão integral e de uma alimentação vegetariana e frugívora, estando ligado à Sociedade Vegetariana do Porto e aos círculos teosóficos daquela cidade. Pode-se afirmar que estaria um século à frente do seu tempo.